# Peloribates hirsutus
Peloribates hirsutus är en kvalsterart som först beskrevs av Banks 1895.  Peloribates hirsutus ingår i släktet Peloribates och familjen Haplozetidae. Inga underarter finns listade i Catalogue of Life.